# 叶甫根尼娅·维克多罗夫娜·奥布拉兹佐娃
叶甫根尼娅·维克多罗夫娜·奥布拉兹佐娃（俄语：Евгения Викторовна Образцова，1984年1月18日—） ，出生于前苏联（俄罗斯）列宁格勒（现圣彼得堡），原马林斯基剧院一级独舞，现任莫斯科大剧院首席芭蕾舞演员。英国皇家芭蕾舞团客座首席演员。中国芭蕾粉丝为她起了一个昵称：奶油娃娃，以此形容她甜美可人的外表和精致柔软的舞姿。

## 人物简介
1984年1月18日生于前苏联列宁格勒（現俄羅斯聖彼得堡），父母均为芭蕾舞演员。她的第一个老师是自己的母亲。
进入瓦岗诺娃芭蕾舞校后，叶甫根尼娅师从Lyudmila Sofronova，Inna Zubkovskaya，Marina Vasilieva，Nikolai Tagunov和A.A.Styopin。从他们的身上，叶甫根尼娅学到了系统的知识、严格的纪律、精密的技术、生动的表演以及坚强的个性。
2002年，叶甫根尼娅以第一名的成绩从瓦岗诺娃芭蕾舞校毕业，并取得瓦岗诺娃芭蕾舞赛大奖。同年，进入马林斯基剧院工作，师从Ninel Kurgapkina。她的第一个主演机会是芭蕾舞剧罗密欧与朱丽叶，她也因此成为马林斯基剧院历史上最年轻的朱丽叶之一。之后，她陆续出演了仙女和爱的传奇中的希林公主。后者曾是Ninel Kurgapkina的代表作，也是她特意为叶甫根尼娅争取的角色。
2005年，叶甫根尼娅不仅获得了莫斯科国际芭蕾舞大赛的金奖，也开始受到国外剧院的关注，陆续接到客座邀请，在美国客座睡美人，在罗马歌剧院客座灰姑娘。她同年还出演了法国导演Cedric Klapisch的影片The Russian Dolls。
2006年，叶甫根尼娅首次主演泪泉、睡美人、Ratmansky版灰姑娘和Lacotte版Ondine，并凭借Ondine这个角色获得俄罗斯戏剧界的最高奖项——金面具奖。后来，她更主演多部Lacotte作品，成为他的新缪斯。她还出现在Bertrand Normand为马林斯基五位芭蕾伶娜拍摄的纪录片里，是其中一位主角。
2007年，叶甫根尼娅首次主演吉赛尔。2008年，首次主演堂吉诃德。
2009年，由于指导教师Ninel Kurgapkina的意外离世，她的新指导教师是Elvira Tarasova。这一年她的重要角色是Robbins的In the Night第一部分和Shurale里的Syuimbike。这一年她事业上的另一个重要里程碑是客座英国皇家芭蕾舞团主演睡美人。
2010年，受艺术总监Sergei Filin的邀请，她成为斯坦尼拉夫斯基剧院的客座首席。同时她还参与了欧洲与日本不少Gala和客座演出计划，如Malakhov和朋友们Gala，Roberto Bolle和朋友们Gala，伦敦的俄罗斯明星Gala以及日本的世界芭蕾舞明星Gala。她还曾多次参加圣彼得堡的Dance Open舞蹈节。
2011年4月，她以客座首席身份在斯坦尼拉夫斯基剧院首次主演了天鹅湖。10月，她应邀以客座身份在莫斯科大剧院主演了堂吉诃德。12月在斯坦尼拉夫斯基剧院首次主演Pierre Lacotte版仙女，之后于2013年在巴黎歌剧院与首席Mathias Heymann合作演出仙女。2011年她还参与了俄罗斯电视台Bolero节目，一个与花滑运动员搭档的舞蹈比赛，进一步扩大知名度。
2012年，她正式成为莫斯科大剧院首席，并仍保持在马林斯基剧院的客座。在莫斯科大剧院，她的指导教师先后分别有：Lyudmila Semenyaka, Nadezhda Gracheva, Svetlana Adyrkhaeva。在莫斯科大剧院，她得到了许多新的角色，包括Vladimir Vassilev版阿纽塔，Pierre Lacotte版法老的女儿，Marco Spada, Yuri Grigorovichb版舞姬，John Cranko版奥涅金里的达吉亚娜，John Neumeier版茶花女等。她参加了2013年莫斯科大剧院伦敦巡演出演睡美人、舞姬和巴兰钦珠宝中的绿宝石，2014年巴黎巡演出演Alexei Ratmansky的幻灭。Marco Spada在2014年3月26日进行了全球影院直播，并发行蓝光和DVD。
2014年，她还受邀客座丹麦芭蕾舞团出演舞姬。
2014年4月27日，与雕塑家Andrey Korobtsov结婚。
2014年5月，曾进行膝盖手术并休息离开舞台长达半年。
2014年和2015年，她在英国皇家芭蕾舞团以客座首席身份主演了罗密欧与朱丽叶和天鹅湖。2014年7月和2015年4月，分别在莫斯科和伦敦举行了粉丝见面会。
2015年，受邀成为美国芭蕾舞剧院客座首席，6月在纽约演出罗密欧与朱丽叶，大获成功。
在2015年夏歇时间，参与俄罗斯文化台“大芭蕾”节目录制，担任其中两期节目评委。在布拉格开授大师课。
2015年10月，在Samara客座演出睡美人和Gala，11月第一次到中国北京参加第二届国际芭蕾季开幕演出。12月15日，参加克林姆林宫圣诞Gala，第一次演出Uwe Scholz作品Sonata。
2016年5月到6月，在莫斯科举办Galetea个人照片展。

## 掌握剧目
小品，舞段：
- 柴科夫斯基双人舞
- 威尼斯狂欢节双人舞
- 古典女子四人舞 （Lucile Grahn）
- 魔符双人舞
- 俄罗斯舞
- 玫瑰花精
- 古典大双人舞
- 冈扎诺的花节
- 仙女们/肖邦风格（前奏和第七华尔兹）
- Parting ——choreography by Yuri Smekalov
- Sonata——choreography by Uwe Scholz

舞剧：
- 罗密欧与朱丽叶（Juliet）
- 胡桃夹子（Masha/Clara）
- 舞姬（Nikia）
- 仙女（La Syphilde）
- 吉赛尔（Giselle）
- 睡美人（Princess Aurora）
- 花神的苏醒（花神）
- 雷蒙达（Rymonda）
- 堂吉诃德（Kitri）
- 狂欢节（Columbine）
- 彼得鲁什卡（芭蕾舞女演员）
- 泪泉（Maria）
- Shurale（Syuimbike）
- 爱的传奇（Shyrin）
- 珠宝（绿宝石，钻石）—choreography by George Balanchine
- 芭蕾帝国（柴可夫斯基2号钢琴协奏曲）—choreography by George Balanchine
- C大调交响曲—choreography by George Balanchine
- 阿波罗（歌舞女神）—choreography by George Balanchine
- In the Night— choreography byJerome Robbins
- The Vertiginous Thrill of Exactitude—choreography by William Forsythe
- In the Middle, Somewhat Elevated—choreography by William Forsythe
- 灰姑娘（Cinderella）
- 神驼马（Tsar's Maiden）—choreography by Alexei Ratmansky
- 安娜·卡列尼娜（Kitty）—choreography by Alexei Ratmansky
- 幻灭（Coralie）—choreography by Alexei Ratmansky
- Le Bourgeois gentilhomme （Nicole） — choreography by Nikita Dmitrievsky
- Approximate sonata — choreography by William Forsythe
- Petite mort — choregraphy by Jiri Kilyan
- 浮士德（Margarita）— choreography by Luciano Cannito
- 天鹅湖（Odette, Odile）
- 阿纽塔 （Anyuta）— choreography by Vladimir Vasiliev
- 奥涅金（Titiana）—choreography by John Cranko
- 茶花女（Marguerite）—choreography by John Neumeier
- Ondine (Ondine)— choreography by Pierre Lacotte
- 三个火枪手 （Constance）— choreography by Pierre Lacotte
- 法老的女儿（Aspicia）— choreography by Pierre Lacotte
- 强盗的女儿/Marco Spada（Angela）— choreography by Pierre Lacotte[9]

## 获得奖项
- 瓦岗诺娃大奖（圣彼得堡，2002）
- 莫斯科国际芭蕾舞比赛金奖（莫斯科，2005）
- Zegna马林斯基新星奖（巴黎，2005）
- 年度Leonide Massine奖（波西塔诺，意大利，2006）
- 金面具奖最佳芭蕾舞女演员（俄罗斯戏剧界最高奖，2007)
- Nina Ananiashvili和Gilbert Albert之星奖（新西伯利亚，2008）
- 喀山共和国文化部文化贡献奖（2009）
- 舞之魂明星奖（俄罗斯《芭蕾》杂志，2009）
- 国际芭蕾舞Dance Open活力小姐奖（圣彼得堡，2012）[10]

此外，她曾因主演Shurale和主演堂吉诃德于2010年和2012年两度获得Benois de la Danse大奖提名。